# Boldyn Ganjaich
Boldyn Ganjaich (en mongol: Болдын Ганхайч; 21 de febrero de 1995) es una deportista mongola que compite en judo. Ganó una medalla en el Campeonato Mundial de Judo de 2025 y cuatro medallas en el Campeonato Asiático de Judo entre los años 2017 y 2024.

## Palmarés internacional
| Campeonato Mundial  | Campeonato Mundial     | Campeonato Mundial | Campeonato Mundial |
| Año                 | Lugar                  | Medalla            | Categoría          |
| ------------------- | ---------------------- | ------------------ | ------------------ |
| 2025                | Budapest (Hungría)     | Medalla de bronce  | –63 kg             |
| Campeonato Asiático |                        |                    |                    |
| Año                 | Lugar                  | Medalla            | Categoría          |
| 2017                | Hong Kong (China)      | Medalla de bronce  | –63 kg             |
| 2019                | Fujairah (EAU)         | Medalla de plata   | –63 kg             |
| 2022                | Nursultán (Kazajistán) | Medalla de oro     | –63 kg             |
| 2024                | Hong Kong (China)      | Medalla de plata   | –63 kg             |